# 1375 Alfreda
1375 Alfreda eller 1935 UB är en asteroid i huvudbältet som upptäcktes 22 oktober 1935 av den belgiske astronomen Eugène Joseph Delporte i Uccle. Det har fått sitt namn efter en vän till upptäckaren.
Asteroiden har en diameter på ungefär 13 kilometer.